# Иванов, Александр Викторович (лётчик)
Александр Викторович Иванов (25 февраля 1908, Петровский уезд, Саратовская губерния — не ранее 20 июня 1957) — советский военачальник, участник боев на Халхин-Голе, командир 306-й штурмовой авиационной Нижнеднепровской Краснознамённой ордена Суворова дивизии в Великой Отечественной войне, полковник (02.08.1944).

## Биография
Александр Викторович родился 25 февраля 1908 года в деревне Вергиновка Петровского уезда Саратовской губернии. Русский.
В Красной армии с апреля 1931 года, призван по спецнабору. Окончил 1-й курс Московского нефтяного института в 1931 году, в 1932 году — 1-ю военную школу летчиков имени Мясникова, сдал экзамен экстерном на младшего летчика в Киеве в 1933 году, в 1941 году — курсы усовершенствования командиров авиаполков при Военной академии командного и штурманского состава ВВС Красной армии в Монино, авиационный факультет Высшей военной академии Генерального штаба имени К. Е. Ворошилова в 1949 году.
До службы в армии работал слесарем, бригадиром и помощником механика на Майкопских нефтяных промыслах, с октября 1930 года учился в Московском нефтяном институте. 11 апреля 1931 года по спецнабору ВКП(б) был призван в РККА и направлен на учёбу в военную школу летчиков. После окончания служил в строевых частях ВВС. С января 1939 года — командир эскадрильи 150-го скоростного бомбардировочного полка в 100-й авиабригаде 57-го особого корпуса в Забайкалье. Участвовал в боях на Халхин-Голе, лично выполнил 16 боевых вылетов. Указом Президиума Верховного Совета СССР от 17 ноября 1939 года майор Иванов награждён орденом Красного Знамени.
В августе 1941 года майор Иванов принял командование 259-м ближнебомбардировочным полком в Мичуринске. С декабря 1941 года принял командование 625-м ночным бомбардировочным авиаполком в составе 61-й авиадивизии Брянского фронта. С марта по май 1942 года вместе с полком находился на переформировании в 1-й запасной авиабригаде, где переучился на Ил-2.
С июня 1942 года полк вошел в состав 231-й штурмовой авиационной дивизии 1-й воздушной армии Западного фронта. В декабре 1942 года майор Иванов был ранен и до февраля 1943 года находился в госпитале, затем вновь командовал полком при наступлении в Донбассе.
В апреле 1943 года назначен заместителем командира 306-й штурмовой авиационной дивизии 9-го штурмового авиационного корпуса 17-й воздушной армии. Участвовал с ней в Белгородско-Харьковской и Донбасской наступательных операциях. В последующем дивизия принимала участие в освобождении Правобережной Украины. За отличные боевые действия в Нижнеднепровской стратегической наступательной операции дивизии присвоено почётное наименование Нижнеднепровская.
С 25 марта подполковник Иванов принял командование 306-й штурмовой авиационной Нижнеднепровской дивизией и воевал с ней до конца войны в составе 17-й воздушной армии. Части дивизии успешно воевали в Ясско-Кишинёвской, Будапештской наступательных, Балатонской оборонительной и Венской наступательной операциях. За успешное выполнение заданий командования дивизия была награждена орденами Красного Знамени и Суворова 2-й степени. Лично в Отечественную войну выполнил 40 боевых вылетов: на самолёте Ил-2 — 32, на СБ — 8 (ночью).
По окончании войны полковник Иванов продолжил командовать дивизией в составе 17-й воздушной армии Южной группы войск. После расформирования дивизии с июля 1946 года полковник Иванов назначен заместителем командира 12-й гвардейской штурмовой авиационной дивизией 3-го гвардейского штурмового авиационного корпуса 17-й воздушной армии Центральной группы войск. В сентябре 1946 года переведён на должность командира 311-й штурмовой авиационной Молодечненской Краснознамённой дивизии. С ноября 1947 года по декабрь 1949 года находился на учёбе в Высшей военной академии Генерального штаба имени К. Е. Ворошилова. По окончании обучения назначен заместителем командира 60-го гвардейского штурмового авиационного Кировоградско-Берлинского Краснознамённого орденов Суворова и Кутузова корпуса в составе 26-й воздушной армии Белорусского военного округа.
С мая 1952 года — начальник 8-й авиационной школы первоначального обучения летчиков ВВС, с февраля 1955 года — старший военный советник начальника Управления аэроклубами Казарменной народной полиции ГДР, с февраля 1956 года — старший военный советник командующего ВВС ННА ГДР. В ноябре 1956 года — в распоряжении Главкома ВВС, с марта 1957 года — начальник 6-го военного авиационного училища первоначального обучения летчиков ВВС. 20 июня 1957 года уволен в запас.

## Награды
- четыре ордена Красного Знамени (17.11.1939, 30.10.1942, 20.03.1944, 17.05.1951)[7]
- Орден Кутузова II степени (13.09.1944)[7]
- Орден Богдана Хмельницкого 2 степени (28.04.1945)[7]
- Орден Александра Невского (09.07.1945)[7]
- Орден Красной Звезды (06.05.1946)[7]
- Орден Ленина (30.12.1956)[7]
- медали, в том числе[7]:
  - «За боевые заслуги» (03.11.1944)
  - «За победу над Германией»
  - «За взятие Будапешта» (15.12.1945)
  - «За взятие Вены»
  - «За освобождение Белграда»
- Орден Братства и единства I степени (05.08.1946, Югославия)[8]
- Боевой орден «За заслуги перед народом и Отечеством» II степени — серебро (18.04.1957, ГДР)[9]
- Медаль «Братство по оружию» (12.10.1988, Польша)[10]

## Комментарии
1. ↑  Бергеновка (Вергиновка[1], Бергиновка[2]) располагалась примерно в 4 км южнее Новозахаркино[3] и относилась к Петровскому уезду Саратовской губернии; не сохранилась, ныне — территория Новозахаркинского муниципального образования в Петровском районе, Саратовская область[4].